# 三大怪獸美食家
《三大怪獸美食家》（日语：三大怪獣グルメ）是一部上映於2020年6月6日的日本喜劇片，由河崎實執導，講述三隻原本普通大小的章魚、烏賊和螃蟹變形成巨大怪獸襲擊東京都。

## 劇情簡介
電影以回憶方式展開，一年前的田沼雄太正騎車前往神社供奉祭品路上，突然被路人（實際上是彦馬）撞倒，起身後才發現彦馬消失無蹤，過不久，高樓般大小的章魚和烏賊出現，兩隻怪獸在東京街道互毆，日本防衛省趕緊成立SMAT（Seafood Monsters Attack Team的首字母縮寫）處理怪獸問題。
響司令找來田沼詢問，田沼否認製造巨大化的海鮮，防衛省的星山奈奈星山和田沼受司令邀請加入SMAT，田沼提議讓怪獸互打，鷸蚌相爭漁翁得利，SMAT只要趁著勝利一方休息，將怪獸關進改良後的隧道，但遭其他隊員質疑工程過大，此時田沼的死對頭彦馬新次郎出現，提供一個更便宜有效的方法，就是往怪獸噴醋溶解怪獸軟組織。任務當天，多出一隻螃蟹怪，章魚、烏賊馬上停止互打合作攻擊螃蟹，三隻怪獸對打時旁邊飛出很多怪獸肉，隊員同樣朝螃蟹噴醋，卻因為硬殼保護導致攻擊無效，司令趕緊下令取消行動，回到SMAT總部，廚師利用地上撿來的怪獸肉製作各式料理，讓大夥吃得津津有味，此後怪獸肉的美味傳至民間，東京民眾愛上怪獸肉。
最後SMAT決定執行「海鮮丼行動」，將怪獸誘導至國立競技場再煮成大型海鮮丼。突然彥馬駭進系統阻止行動，這時怪獸體力恢復眼看要失控，一名科技宅男走近拿出遙控器，操控「Jumbo Cook」機器人飛過來爆打怪獸，彥馬發現後趕緊駭進系統讓新實善五郎無法控制，螃蟹過來夾斷Jumbo Cook一隻手臂，斷臂正好砸中彥馬，斷臂長出一把廚師刀，最後Jumbo Cook以剩餘能量解決怪獸，國立競技場成為史上最大海鮮丼。
本片結尾田沼、星山和新實三人帶著上好的龍蝦、海膽和河豚去神社供奉，祭品交到一位自稱代替神主大人的人手上，原來他就是彥馬，伴隨一陣狂笑，電影於此結束。

## 角色列表
| 角色                     | 演員                             | 描述 |
| ------------------------ | -------------------------------- | --- |
| 田沼雄太                 | 植田圭輔                         | 曾是科學院院士，因浪費研究經費離開科學院，回到家裡開的壽司店幫忙。怪獸入侵後，自薦成為SMAT成員，提出將怪獸引誘到國立競技場煮成大型海鮮丼的計畫。從小暗戀星山奈奈。          |
| 星山奈奈（星山奈々）     | 吉田綾乃克莉絲蒂（乃木坂46成員） | 任職防衛省，SMAT成員。與田沼為小學同學。 |
| 彥馬新次郎               | 安里勇哉（TOKYO流星群成員）      | 是海鮮怪獸的幕後黑手。在科學院曾經與田沼雄太共事研發巨大化藥物「SETUP Z」，兩人相處不愉快，喜歡星山奈奈，常常與她約會吃飯。SMAT成員，發明「醋炮」（酢砲）試圖解決怪獸失敗。 |
| 新實善五郎（新実善五郎） | 横井翔二郎                       | 技術宅男，發明的「Jumbo Cook」機器人解決掉三隻怪獸。暗戀星山奈奈。 |
| 響貢                     | 木之元亮                         | 擔任SMAT司令官。也在片中受訪回憶怪獸襲擊經過，類似旁白方式講述劇情。 |
| 幸田                     | 小林聡                           | SMAT副隊長。實際執行作戰計畫。 |
| 官房長官                 | 福本ヒデ & 山本天心              | 只在每次出現新怪獸出現時宣布怪獸的命名。 |

## 註解
1. ↑  原本預定同年5月23日上映，受COVID-19影響延期。[1]

## 外部連結
- 官方網站 （页面存档备份，存于）
- 互联网电影数据库（IMDb）上《Monster SeaFood Wars》的资料（英文）